# Reinhard Kammler
Reinhard Kammler (* 17. Dezember 1954 in Augsburg), Gründer der Augsburger Domsingknaben, ist ein deutscher Kirchenmusiker, Organist, Stimmbildner, Dirigent und Chorleiter. Er war von 1978 bis 1995 Domorganist, von 1995 bis 2019 Domkapellmeister an der Augsburger Kathedrale. Die Augsburger Domsingknaben leitete er von ihrer Gründung 1976 bis Ende 2019.

## Werdegang
Reinhard Kammler studierte nach dem Abitur zunächst am Leopold-Mozart-Konservatorium seiner Heimatstadt Katholische Kirchenmusik, Orgel und Gesang. Anschließend absolvierte er die Hochschule für Musik in München mit dem künstlerischen Diplom. Zu seinen Lehrern zählten Karl Maureen und Klemens Schnorr (Orgel), Franz Kelch und Lydia Buschmann (Gesang) und Diethard Hellmann (Chorleitung). Als Stipendiat des Deutschen Musikrates reiste Kammler zu Hospitationsaufenthalten nach Cambridge (England) zu Stephen Cleobury (King’s College Choir) und George Guest (St. John’s College Choir) und nach Montserrat (Spanien) zu Ireneu Segarra (Escolania de Montserrat).
Über seine liturgischen Verpflichtungen an der Kathedrale hinaus gab Reinhard Kammler geistliche und weltliche Konzerte in Deutschland, in zahlreichen Ländern Europas, in Kanada, Japan, China, den USA, in Ecuador und Südafrika. Er begründete in Augsburg mit seinen Augsburger Domsingknaben und dem Residenz-Kammerorchester München eine kontinuierliche Aufführungstradition der Oratorien von Johann Sebastian Bach, realisierte über vier Jahrzehnte zahlreiche Konzert- und Tonproduktionen mit dem Bayerischen Rundfunk, weit über 20 Schallplatten- und CD-Einspielungen mit den Labels „Deutsche Harmonia Mundi“, „ars musici“ und „Deutsche Grammophon“ und gastierte mit dem Opernrepertoire für Knabensolisten.
Er arbeitete als Leiter der Augsburger Domsingknaben mit internationalen Dirigenten, Orchestern, Opernhäusern und Festivals zusammen, u. a. mit:
- Daniel Harding, Kent Nagano, Valéry Gergiev, Bernard Haitink, Manfred Honeck, Thomas Hengelbrock, Konrad Junghänel, Mstislaw Rostropowitsch, Sir Neville Mariner, Mariss Jansons, Sir Colin Davis
- Münchner Philharmoniker, Chor und Sinfonieorchester des Bayerischen Rundfunks, London Symphony Orchestra, Deutsches Kammerorchester Berlin, Santa Rosa Symphony USA, Jugendsinfonieorchester Ecuador, Collegium aureum
- Staatstheater Augsburg, Bayerische Staatsoper München, Deutsche Oper am Rhein Düsseldorf, Opera National du Rhin Strasbourg, Staatstheater am Gärtnerplatz München
- Baltic Sea Festival Stockholm, Chiemsee Festival, Schwetzinger Festspiele, Festival de musique sacrée Fribourg

Außerdem ist Kammler auf regionaler wie Landesebene als Juror beim „Deutschen Chorwettbewerb“ und bei „Jugend musiziert“ tätig.

## Preise und Ehrungen
- 1977: AZ-Musikförderpreis im Fach Orgel
- 1982: Preisträger beim 1. Deutschen Chorwettbewerb mit den Augsburger Domsingknaben
- 1998: Verdienstmedaille „Für Augsburg“
- 1998: Bayerischer Poetentaler mit den Augsburger Domsingknaben
- 2000: Kulturpreisträger der Rupert-Gabler-Stiftung
- 2001: Bundesverdienstkreuz am Bande
- 2001: Päpstlicher Silvesterorden
- 2001: Kulturpreis der Bayerischen Volksstiftung mit den Augsburger Domsingknaben
- 2001: Aufnahme in den Rotary-Club Augsburg-Fuggerstadt, 2017 Paul Harris Fellow
- 2003: Investitur in den Ritterorden von Heiligen Grab zu Jerusalem
- 2004: Preisträger der Bücher-Dieckmeyer Stiftung mit den Augsburger Domsingknaben zur Pflege der Kirchenmusik in Bayern zum Gedächtnis an Karl Richter[1]
- 2018: BBC music magazin award für die Augsburger Domsingknaben zusammen mit dem Symphonieorchester des Bayerischen Rundfunks unter Bernard Haitink
- 2019: Bayerischer Verdienstorden
- 2021: Mitglied im Stiftungsrat der Christa- und Werner-Strohmayr-Kulturstiftung[2]
- 2021: Kulturpreis Bayern[3]